# Південний державний науково-виробничий центр «Прогрес»
«Прогрес», повна назва Південний державний науково-виробничий центр «Прогрес» — заснований у 1995 згідно з постановою КМ України для збору і переробки брухту та відходів, які містять дорогоцінні метали.
Розташований біля порту «Південний» Чорного моря. Має випробувальну лабораторію, яка акредитована в системі Держстандарту. Виробнича потужність — 75 т радіоелектронного брухту на місяць. Відпрацьована технологія, яка забезпечує комплексну глибоку переробку сировини з одержанням багатих концентратів і сплавів золота, срібла, платини, паладію (близько 90 мас. %), багатих концентратів МПГ, а також вилучення металів з концентратів. Процеси переробки екологічно чисті.
Адреса: вул. Індустріальна, 8, 65481 Південне, Одеська область, Україна